# Troisième périphérique de Pékin

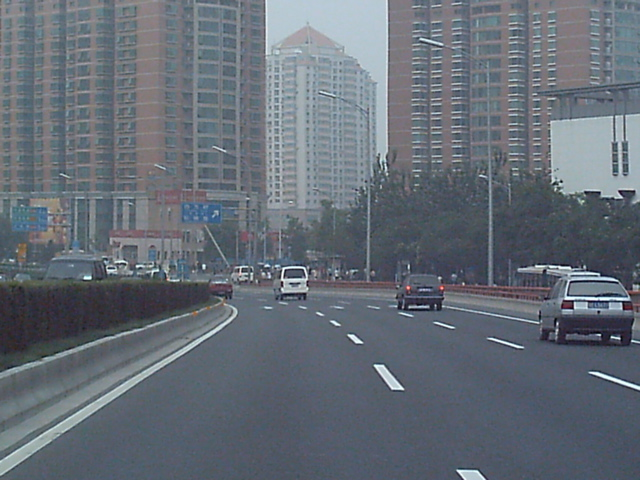
Vue du troisième périphérique de Pékin

A Pékin, le troisième périphérique (三环路, Sān Huán Lù) est l'une des six artères ceinturant le centre ville de Pékin, capitale de la république populaire de Chine. D'une longueur totale de 48 kilomètres cette route a été achevée en 1994. La vitesse y est limitée à 80 km/h comme sur le deuxième périphérique.